# (8969) Alexandrinus
(8969) Alexandrinus (1218 T-2) – planetoida z pasa głównego asteroid okrążająca Słońce w ciągu 3,74 lat w średniej odległości 2,41 au. Odkryta 29 września 1973 roku.